# Bela Bach
Bela Bach (* 30. September 1990 in Magdeburg) ist eine deutsche Politikerin (SPD). Sie zog im Februar 2020 als Nachrückerin in den Bundestag ein und war damit die jüngste Frau im 19. Bundestag. 
Im März 2021 kandidierte sie für Platz 18 auf der Wahlliste der SPD Bayern für die Bundestagswahl 2021 und unterlag in einer Kampfabstimmung.

## Leben
Nach ihrem Abitur 2010 am Elsa-Brändström-Gymnasium in München studierte Bach bis 2018 Rechtswissenschaften an der Ludwig-Maximilians-Universität München. Seit 2018 ist Bach Doktorandin an der Leopold-Franzens Universität Innsbruck und arbeitet dort an einer Dissertation über „Die Rolle der Europäischen Investitionsbank bei der Umsetzung menschenrechtlicher Standards.“ Sie ist seit 2007 Mitglied der SPD. Von 2009 bis 2019 war Bach Mitglied des geschäftsführenden Unterbezirksvorstands SPD München-Land, von 2015 bis 2019 Vorsitzende des Vorstands. Seit 2014 ist sie Mitglied des Gemeinderats Planegg sowie des Kreistages München-Land. Am 4. Februar 2020 rückte sie für Martin Burkert in den Bundestag nach. Im Deutschen Bundestag war Bach ordentliches Mitglied im Petitionsausschuss und im Ausschuss für Verkehr und digitale Infrastruktur. Dem Ausschuss für Umwelt, Naturschutz und nukleare Sicherheit gehörte sie als stellvertretendes Mitglied an. Zudem war sie Schriftführerin.
Im März 2021 kandidierte sie für Platz 18 auf der Wahlliste der SPD Bayern für die Bundestagswahl 2021 und unterlag in einer Kampfabstimmung Martina Stamm-Fibich. Bei den weiteren Wahlgängen der Listenaufstellung trat sie nicht mehr an und erhielt somit keinen Listenplatz. Am 18. März 2021 erklärte sie ihren Rücktritt als Bundestags-Direktkandidatin der SPD im Landkreis München und kündigte an, sich nach dem Ende der laufenden Legislaturperiode komplett aus der Politik zurückziehen zu wollen.
Bach arbeitet nebenberuflich als Dolmetscherin und Übersetzerin für Russisch.

## Mitgliedschaften
- Deutscher Alpenverein (Sektion TAK)
- Naturfreunde Deutschlands
- Arbeiterwohlfahrt
- ver.di